# Fedora edwardsi
Fedora edwardsi är en mossdjursart som beskrevs av Jullien 1882. Fedora edwardsi ingår i släktet Fedora och familjen Ascosiidae. Inga underarter finns listade i Catalogue of Life.